# Opar (počasí)

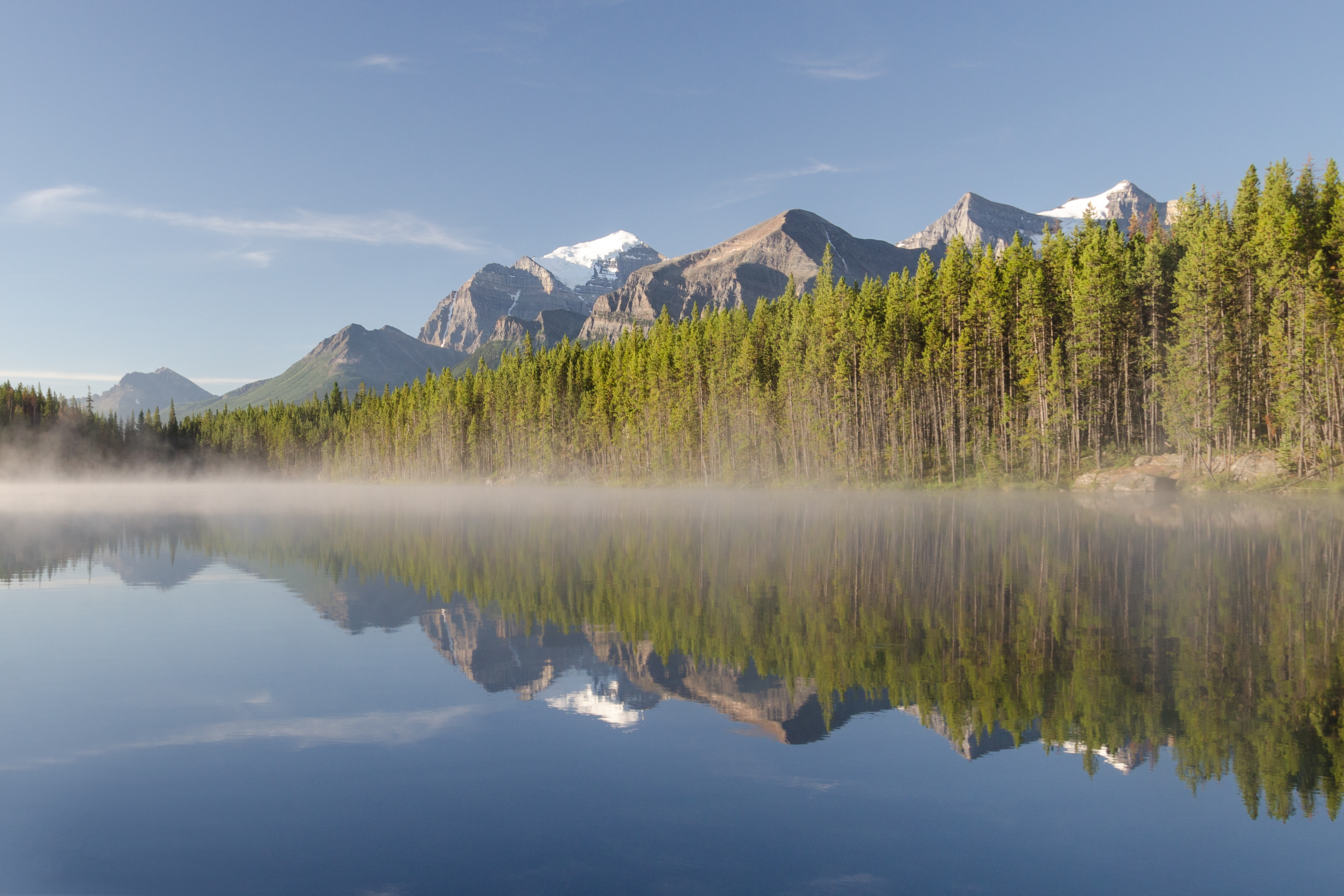
Opar nad jezerem

Opar je jemná mlha vytvořená jemnými vodními kapénkami (aerosolem) nebo drobnými ledovými krystalky, které se vznáší nad zemí a částečně omezují viditelnost, která je však větší než 1 km (při nižší viditelnosti jde o mlhu). Opar (stejně jako mlha) vzniká kondenzací vodní páry v přízemní vrstvě vzduchu. Ochlazování vzduchu nad zemským povrchem, které způsobuje vznik mlhy, může být vyvoláno různými faktory.